# Castell de Basturs
El  Castell de Basturs és un castell medieval, d'època romànica, del poble de Basturs, a l'antic terme d'Orcau i actual d'Isona i Conca Dellà, de la comarca del Pallars Jussà.
És ja esmentat el 1055, quan fou venut pel comte de Pallars Jussà Ramon V a Arnau Mir de Tost, el conqueridor de la major part de la Conca Dellà com a vassall del comte d'Urgell. El de Tost el cedí en dot a la seva filla Valença, qui es casà amb el comte de Pallars Jussà, i al seu net Arnau. El 1057 està documentat el nom del seu castlà en aquell moment: Isarn Sala de Basturs, just en el moment en què els comtes pacten la cessió del castell de Basturs a Ramon Miró d'Orcau. El 1071, encara, aquest darrer el deixa en testament al seu fill Pere.
Estigué en mans d'aquesta família fins al segle xiv, quan Pere III el Cerimoniós feu cedir, l'any 1338, els castells de Basturs, el Puig i la Pobla de Segur al vescomte Pere de Vilamur, qui vengué Basturs a Sibil·la de Vilamur el 1380. Tanmateix, l'any després torna a constar un Orcau com a senyor de Basturs: Arnau d'Orcau. Fins a l'extinció dels senyorius, aquest castell va romandre unit a la baronia d'Orcau.
En resten fragments de parets, amb algunes arrencades de volta i restes d'una torre, tot al capdamunt del poble de Basturs, al lloc anomenat el poble vell. En efecte, no es tractava només del recinte del castell, sinó que les seves parets externes devien incloure el poblat vell de Basturs.

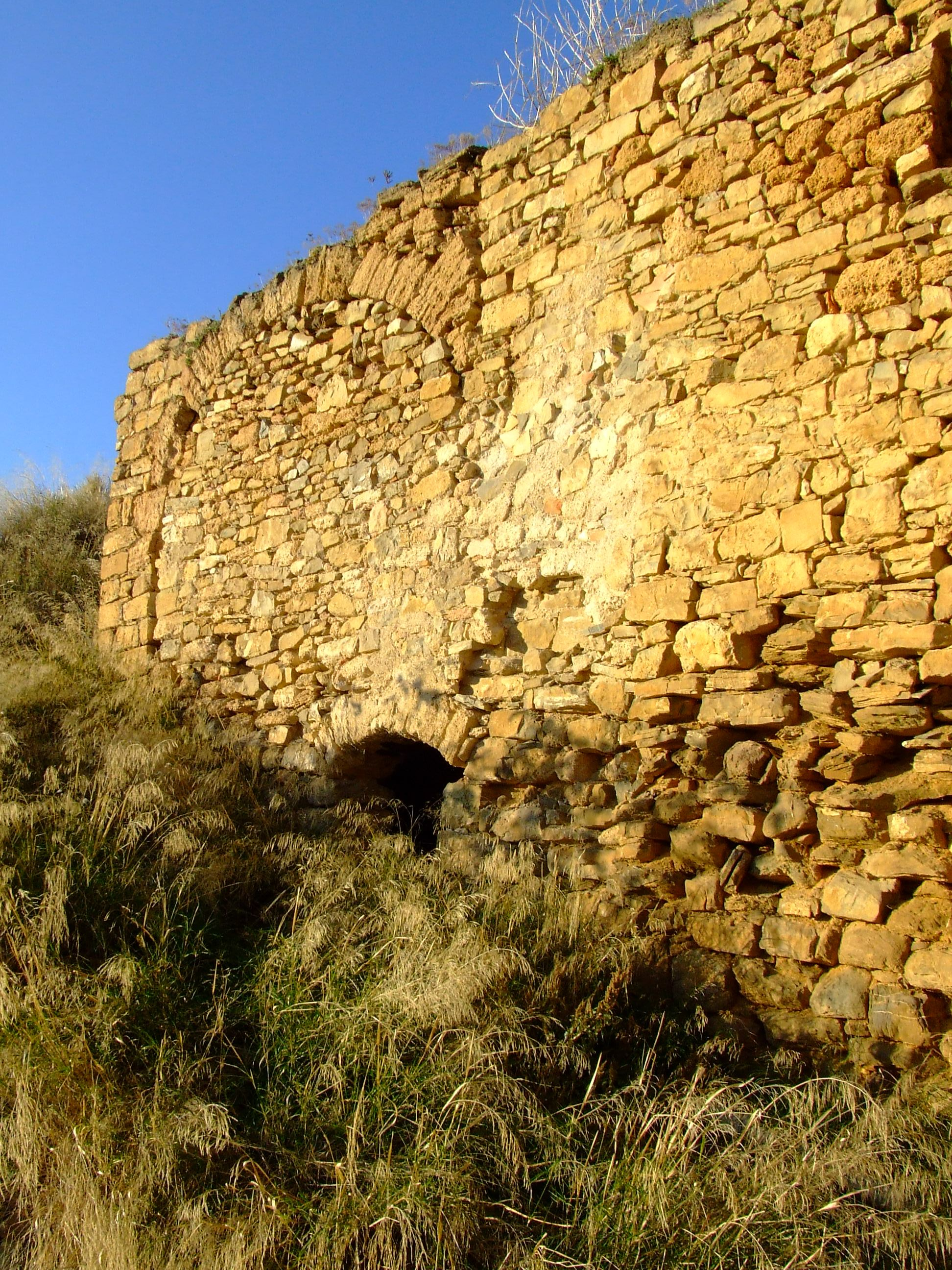
Fragment de murada del castell

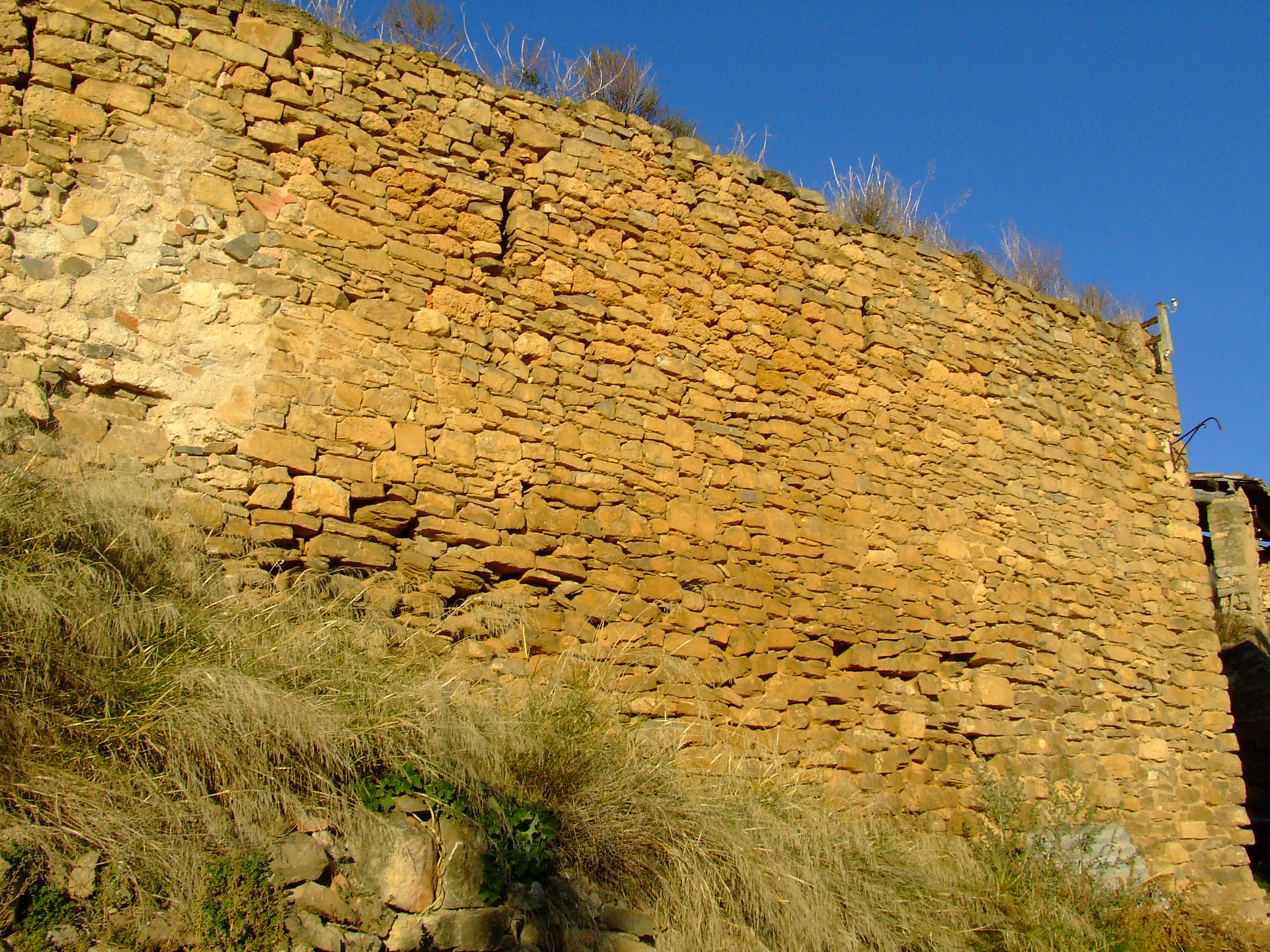
Dues vistes del pany de paret oriental de les restes del castell, el que es conserva més sencer